# Jinzhousaurus
Jinzhousaurus là một chi khủng long, được Wang X. L. & Xu X. mô tả khoa học năm 2001.